# Country Club Hills (Illinois)
Pour les articles homonymes, voir Country Club Hills.
Country Club Hills est une ville située dans le comté de Cook en proche banlieue de Chicago dans l'État de l'Illinois aux États-Unis.